# هاسیل‌لی
هاسیل‌لی (به لاتین: Hasıllı) یک منطقه مسکونی در  جمهوری آذربایجان است که در شهرستان جلیل‌آباد واقع شده است. هاسیل‌لی ۴۰۴ نفر جمعیت دارد.